# Hubert Birke

Hubert Birke

Hubert Hermann Birke (* 21. Januar 1892 in Hermsdorf, Österreich-Ungarn; † 13. April 1950 in Doschendorf) war ein tschechoslowakisch-deutscher Politiker (NSDAP) und Mundartdichter.

## Leben und Wirken
Nach dem Besuch der Volksschule verdiente Birke seinen Lebensunterhalt als Fabrikarbeiter und Fabrikangestellter, später als freier Schriftsteller. Ergänzend dazu besuchte er verschiedene Fachkurse. Am Ersten Weltkrieg nahm er von 1915 bis 1918 als Reserveoffizier der Gebirgsartillerie teil. Eingesetzt wurde er in Rumänien und Albanien. Nach Kriegsende wurde Birke 1919 Hauptschriftleiter der Zeitungen Ostböhmens Deutscher Bote und Völkische Rundschau in Braunau. 
Politisch betätigte er sich zunächst in der Deutschen Nationalpartei (DNP), deren Parteileitung er in Ostböhmen angehörte und zeitweise auch deren Gesamtparteilung. Ab 1928 war er Mitglied und Amtswalter der DNSAP bis zur Selbstauflösung der Partei im Herbst 1933. Im Oktober 1933 wurde Birke Mitglied der Sudetendeutschen Partei Konrad Henleins (Mitgliedsnummer 41). 1935 wurde Birke für die Sudetendeutsche Partei ins tschechoslowakische  Parlament gewählt. In den Jahren 1936 und 1937 übernahm er Aufgaben als Kreisleiter der SdP in Ostböhmen. Ebenfalls 1937 wurde er Mitglied der Hauptleitung der SdP und Leiter des Hauptamtes der Partei für Sozialpolitik.
Nach der deutschen Annexion der Sudetengebiete im Herbst 1938 wurde Birke Generalbeauftragter des „Stillhaltekommissars“ für Gewerkschaften sowie Beauftragter des Gauleiters Konrad Henlein für die DAF. Anlässlich der Ergänzungswahl zum Großdeutschen Reichstag vom 4. Dezember 1938 wurde Birke in den nationalsozialistischen Reichstag gewählt, dem er bis zum Ende der NS-Herrschaft im Frühjahr 1945 als Abgeordneter angehörte. Nach der Eingliederung der Sudetengebiete ins Deutsche Reich beantragte er am 31. Januar 1939 die Aufnahme in die NSDAP und wurde rückwirkend zum 1. November 1938 aufgenommen (Mitgliedsnummer 6.690.450). Er übernahm Aufgaben als Gauamtsleiter und Gauobmann der Deutschen Arbeitsfront (DAF) im Sudetenland. 1942 wurde er zum SA-Standartenführer ernannt. Außerdem erhielt er am 30. Januar 1943 das Goldene Parteiabzeichen der NSDAP. Er wurde zum Ehrenbürger von Braunau in Böhmen ernannt.